# Estanc
L'estanc és el monopoli en la producció o venda d'un determinat bé assumit per l'estat o atorgat a particulars a canvi d'un ingrés al fisc. Els estancs més comuns són els de tabac, segells, sal, explosius i licors. A Colòmbia encara es conserva, en certa manera, l'antic «monopoli dels estancs» en la producció d'alcohol, aiguardent i rom per part dels departaments. A Espanya el govern ha recuperat el de la venda i distribució de tabac al consumidor. A Suècia les botigues propietat de l'estat que tenen reservat el monopoli de venda d'alcohol s'anomenen Systembolaget.
Un dels més antics és l'estanc de la sal (datat en el segle XIV), en el qual es regulava la venda i no es permetia la importació. El 1634, a la corona de Castella s'instaurà l'estant sobre el tabac que convertí el monopoli en una font important d'ingressos (el 1887 fou concedit a una companyia arrendatària i el seu rendiment n'ha permès la continuïtat fins als nostres dies). La difícil situació econòmica del segle xvii feu que Felip IV de Castella crees les anomenades «siete rentillas» (pólvora, plom, sofre, vermelló, mangra, lacre i els jocs de cartes, estancats ja des del 1543). Així mateix foren establerts els del pebre, de paper timbrat, l'aiguardent, etc. La majoria dels estancs, llevat dels més rendibles, foren abolits durant el segle xix.
Als Països Catalans, bé que existien anteriorment monopolis reials damunt determinats productes, com la sal, el tabac (des del 1686), etc., la introducció de l'estanc fou deguda als Borbó. L'intendent Rodrigo Caballero destruí més de cent quaranta fàbriques privades de tabac al País Valencià (1708-11), i hi implantà l'estanc reial. Al Principat i a les Balears hi fou introduït amb la victòria de Felip V.
A l'Estat espanyol l'establiment on es ven tabac, segells mòbils i de correu i efectes timbrats, s'anomena Estanc.